# Apologies, I Have None
Apologies, I Have None ist eine 2007 gegründete Punkrock-Band aus London.

## Geschichte
Apologies, I Have None wurde 2007 von Josh McKenzie und Dan Bond als Duo gegründet, 2009 stießen Joe Watson und PJ Shepherd hinzu. In den folgenden Jahren tourten sie mit Bands wie Samiam, Boysetsfire, Make Do and Mend und The Gaslight Anthem. Nach einigen EPs erschien 2012 das Debütalbum London bei Household Name Records.
Im Februar 2014 gab die Band bekannt, dass Gründungsmitglied Dan Bond die Band verlässt und durch Simon Small ersetzt wird. Im August 2014 gab auch Bassist PJ Shepherd bekannt, dass er die Band verlässt.
Ab Juni 2016 veröffentlichte die Band nach und nach Details zu ihrem neuen Album Pharmacie. In einer ersten Rezension beschrieb das Online-Magazin GETADDICTED das Album als „bewegendes, düsteres, lautes Album über Scheißsituationen“.
Der Bandname ist eine Songzeile der kanadischen Hardcore-Punk-Band Grade.

## Diskografie
EPs
- 2007: Done
- 2009: Two Sticks & Six Strings
- 2010: Sat in Vicky Park
- 2011: Apologies, I Have None / Calvinball / Onsind (Split)
- 2012: Clapton Pond
- 2014: Black Everything (Beach Community / Uncle M)

Alben
- 2012: London (Household Name Records)
- 2016: Pharmacie